# 陶智
陶智（1963年12月—），男，辽宁大连人，北京航空航天大学教授、博士生导师，航空发动机专家，中国科学院院士，长江学者特聘教授，中国航空发动机基础研究方面的领军人物之一。曾任北京航空航天大学副校长，北京航空发动机研究院院长。

## 生平
1989年获英国斯特拉斯克莱德大学机械工程系热流体力学专业博士学位，1992年进入北京航空航天大学工作，1995年聘为教授，1997年聘为博士生导师，2005年入选教育部长江学者特聘教授。

## 社会兼职
曾任第十二届全国政协委员，中国航空学会、中国工程热物理学会理事等职。

## 学术研究
主要从事航空发动机耦合布局、动力系统与飞行器耦合布局等方面的研究，发表论文200余篇及十余项国家发明专利，两次作为首席科学家主持国家安全重大基础研究（国防973）项目。

## 奖项和荣誉
先后获国防科技进步奖一等奖（2006年）和二等奖（2004年）各一项、国防技术发明奖二等奖（2013年）一项，国家技术发明二等奖一项（2014），获国家教育教学成果二等奖一项（2010年），获2017年国家技术发明二等奖